# عصبون حسي
العصبون الحسي (بالإنجليزية: Sensory neuron) فئة من الأعصاب التي تحمل النبضات العصبية من المستقبلات الحسية إلى الجهاز العصبي المركزي

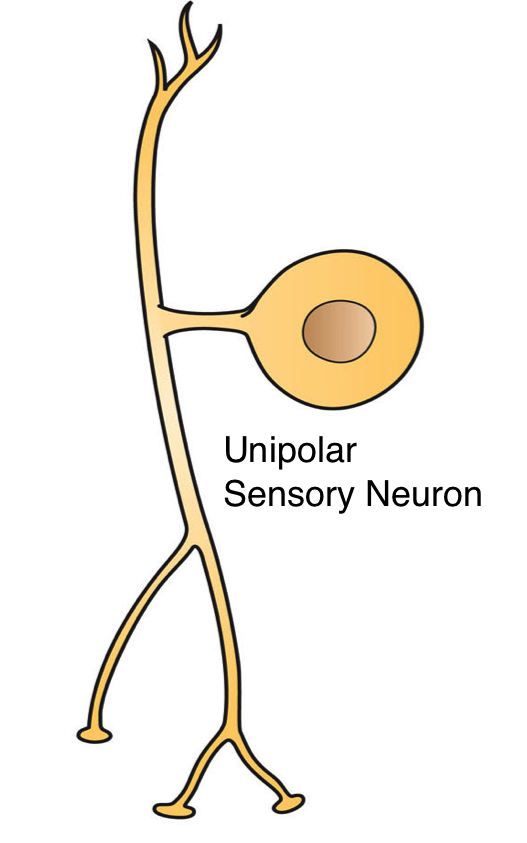
عصبون حسي أحادي القطب

تكون النبضات العصبية (المؤثرات الخارجية) على شكل ألم، ضغط، برد، حرارة، ضوء، لمس، وتنتشر العصبونات الحسية بكثرة على الجلد وأعضاء حسية كالعين واللسان.

## التصنيف

### معدل التأقلم
- المستقبل التوتري: هو مستقبل حسي يتأقلم ببطء مع المنبه [5] ويستمر في إنتاج جهود فعل خلال فترة المنبه.[6] بهذه الطريقة يقدم المستقبل معلومات حول مدة المنبه، بعض المستقبلات التوترية نشطة بشكل دائم وتشير إلى معدل طبيعي. من الأمثلة على المستقبلات التوترية: مستقبلات الألم، المحفظة المفصلية والمغازل العضلية.[7]
- المستقبل الطوري: هو مستقبل حسي يتأقلم بسرعة مع المنبه. تنخفض استجابة الخلية بسرعة كبيرة ثم تتوقف،[8] ولا يوفر معلومات حول مدة المنبه،[6] وبدل ذلك تقدم بعض هذه المستقبلات الطورية معلومات حول سرعة التغيرات في حدة المنبه ومعدله.[7] ومن الأمثلة على المستقبلات الطورية الجسيمات الصفاحية.